# Amphidium le-testui
Amphidium le-testui är en bladmossart som beskrevs av Thériot och Potier de la Varde 1931. Amphidium le-testui ingår i släktet trattmossor, och familjen Orthotrichaceae. Inga underarter finns listade i Catalogue of Life.